# Château de la Bouche d'Uzure
Le Château de la Bouche d'Uzure est un château français situé à Bouchamps-lès-Craon, dans le département de la Mayenne et la région des Pays de la Loire. Il est situé  à 3 kilomètres à l'Est du bourg. Malgré son nom, le château n'est pas situé au confluent de l'Usure et de l'Oudon, mais à 500 mètres au-dessous. 

## Désignation
- T. de Bucha-Usure ; M. de Buca-Usure ; O. de Bucca-Usure, XIIe siècle (Cartulaire de l'Abbaye de la Roë, f. 23, 24, 60, 66, 78, 98, 99).
- M. de Bouchedoisure, XIIIe siècle (Bibliothèque nationale de France, fds. fr., 22 450, f. 234).

## Histoire
« La terre, fief et seigneurie de Bouche, les domaines, métairies, prés, étangs, moulin, bois taillis » relevaient de la Boissière par le fief de la Croptière, 1542. Si la terre eut de l'importance au XIIe siècle, comme l'indique le nom porté par une famille puissante, elle fut délaissée pendant le XIVe siècle et le XVe siècle, n'étant alors qu'une des possessions secondaires de la Famille de Scépeaux. 
Un château fut construit vers l'an 1500, dont il reste une petite tour.  C'est au-dessous de Bouche-d'Usure, sur le ruisseau qui vient de Bouchamp, à un moulin nommé le Vau, qu'eut lieu, le vendredi 22 mai 1592, la première escarmouche entre les royaux qui assiégeaient Craon et les ligueurs conduits par Philippe-Emmanuel de Lorraine, duc de Mercœur. Le lendemain matin, la messe fut dite sous un chêne dans l'armée catholique.
Le château a été reconstruit et entouré de jardins anglais par Madame Halligon en 1841. C'est désormais un château moderne à quatre façades dominant la vallée de l'Usure, sur le bord de laquelle sont bâties les servitudes : entourage de prairies, bosquets et futaies. Albert Ancel, député de la Mayenne, avait ainsi aménagé cette demeure.

## Chapelle
La chapelle dédiée à saint Hubert et à saint Armel, est fondée en 1510 par Guy de Scépeaux, et augmentée d'une troisième messe par Charlotte de la Marzelière en 1615. Une autre chapellenie, dite de Sainte-Marguerite, mais desservie dans l'église, était de la fondation des seigneurs de Bouche-d'Usure. 

## Sources et bibliographie
- « Château de la Bouche d'Uzure », dans Alphonse-Victor Angot et Ferdinand Gaugain, Dictionnaire historique, topographique et biographique de la Mayenne, Laval, A. Goupil, 1900-1910 [détail des éditions] (BNF 34106789, présentation en ligne)